# Diplazium angulosum
Diplazium angulosum är en majbräkenväxtart som beskrevs av Carl Frederik Albert Christensen.
Diplazium angulosum ingår i släktet Diplazium och familjen Athyriaceae. Inga underarter finns listade i Catalogue of Life.